# Kita (Tokio)
Kita (北区, Kita-ku) is een van de 23 speciale wijken van Tokio. Kita heeft het statuut van stad en noemt zich in het  Engels ook Kita City. In 2008 had de wijk  332410 inwoners. De bevolkingsdichtheid bedroeg 16140 inw./km².  De oppervlakte van de wijk is 20,59 km².

## Geografie
De naam  Kita betekent “noorden”. De wijk is een van de meest noordelijk gelegen wijken van Tokio. In het noorden grenst de wijk aan de steden Kawaguchi en Toda, behorend bij de prefectuur Saitama. Verder grenst Kita aan de wijken Adachi, Arakawa, Itabashi, Bunkyo en Toshima.
Er stromen twee rivieren door Kita: de Arakawa en de Sumidagawa.
Kita is een zusterwijk van het district Xuanwu van de Chinese hoofdstad Peking.

## Bekende locaties
- Asukayamapark
- Ukimapark
- Chūōpark
- Furukawa Garden
- Nanushi-no-takipark
- Ojischrijn
- Oji Inari schrijn